# Бу-Ба-Бу

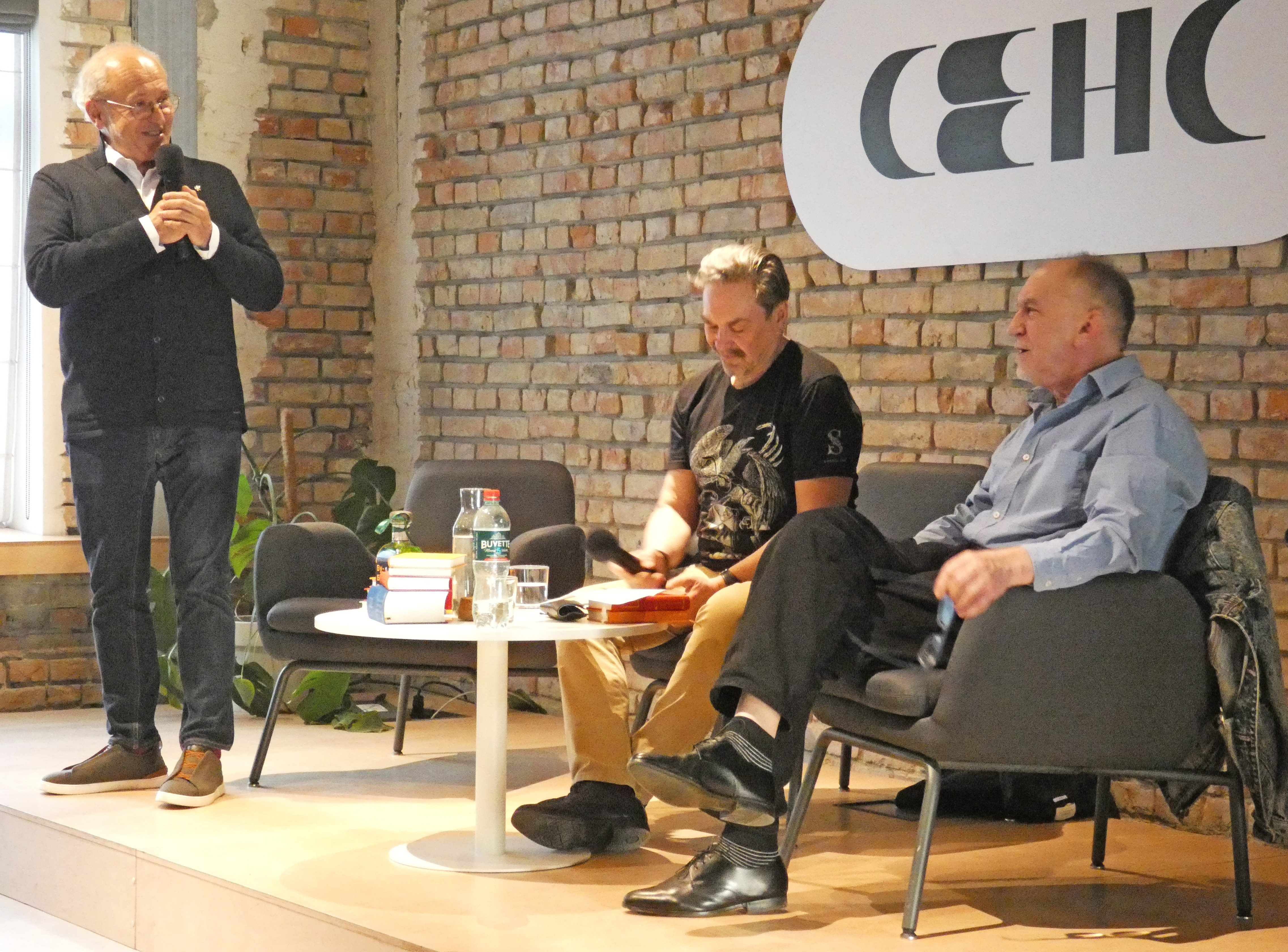
Юрій Андрухович (у центрі), Олександр Ірванець (праворуч) та Іван Малкович. Ювілейний вечір із нагоди 40-річчя Бу-Ба-Бу. Книгарня «Сенс», Хрещатик (Київ), 18 квітня 2025

Бу-Ба-Бу (Бурлеск-Балаган-Буфонада) — літературне угруповання, засноване 17 квітня 1985 року у Львові. До його складу входять Юрій Андрухович (Патріарх), Віктор Неборак (Прокуратор) та Олександр Ірванець (Підскарбій). Прізвиська авторів походять від того, що Юрій Андрухович є найстаршим серед трьох, Олександр Ірванець став Підскарбієм через захоплення нумізматикою, а Віктор Неборак став Прокуратором через свою схильність до аналізу та літературознавства.
Перший публічний вечір «Бу-Ба-Бу» відбувся наприкінці 1987 року в Києві. Період найактивнішої діяльності Бу-Ба-Бу (23 концертні поетичні вечори) припав на 1987—1991 роки. Апофеозом Бу-Ба-Бу став фестиваль «Вивих-92», коли головну фестивальну акцію склали чотири постановки 1—4 жовтня 1992 року поезоопери Бу-Ба-Бу «Крайслер Імперіал» (режисер С. Проскурня). В 1995 році вийшла перша спільна книга бубабістів «Бу-Ба-Бу. Т.в.о.[…]ри» у видавництві «Каменяр». У 1996 році друкований проєкт «Крайслер Імперіал» («Четвер-6») практично завершив «динамічний період» існування Бу-Ба-Бу.
Літугруповання стало втіленням карнавального необарокового мислення, притаманного метаісторичній карнавальній культурі людства. Соціальним фундаментом метаісторичного карнавалу в Україні став підсвідомий масовий синдром зламу, що супроводжував розпад імперії і викликав дві метапсихічні складові: суспільну депресію і масову карнавальну сміхову рефлексію на катаклізм системи. Творчість учасників Бу-Ба-Бу в межах самого літугрупування стала ситуативно-концептуальним мистецьким відгуком на суспільну рефлексію. Бу-Ба-Бу заснувало свою Академію.

## Академія Бу-Ба-Бу
Академія Бу-Ба-Бу об'єднує членів Бу-Ба-Бу та поетів нагороджених премією Бу-Ба-Бу «За найкращий вірш року»:
- Іван Малкович (1988)
- Назар Гончар (1989)
- Віхта Сад (1990)
- Володимир Цибулько (1991)
- Михайло Барбара (1992)
- Олена Буєвич (1993)
- Петро Мідянка (1994)
- Микола Холодний (1995)
- Галина Петросаняк (1996)
- Юрко Позаяк (1997)
- Сергій Жадан (1999)
- Ігор Римарук та Василь Герасим'юк (2000)[3]